# Creutzwald
Creutzwald (deutsch Kreuzwald) ist eine französische Stadt mit 12.389 Einwohnern (Stand 1. Januar 2022) im Département Moselle in der Region Grand Est (bis 2016 Lothringen). Sie gehört zum Arrondissement Forbach-Boulay-Moselle und zum Kanton Boulay-Moselle.
Die Einwohner werden im Französischen Creutzwaldois genannt. Bis 1961 hieß der Ort amtlich Creutzwald-la-Croix.

## Geographie
Die Gemeinde liegt in Lothringen im Warndt am Bistbach an der Grenze zum Saarland, etwa 44 Kilometer ostnordöstlich von Metz, 13 Kilometer östlich von Boulay-Moselle (Bolchen) und 15 Kilometer südöstlich von Bouzonville (Busendorf).
Zu Creutzwald gehören die Ortsteile La Houve auf der linken Seite des Bistbachs und Wilhelmsbronn südlich des Ortskerns.
Nachbargemeinde auf saarländischer Seite ist Überherrn.

## Geschichte

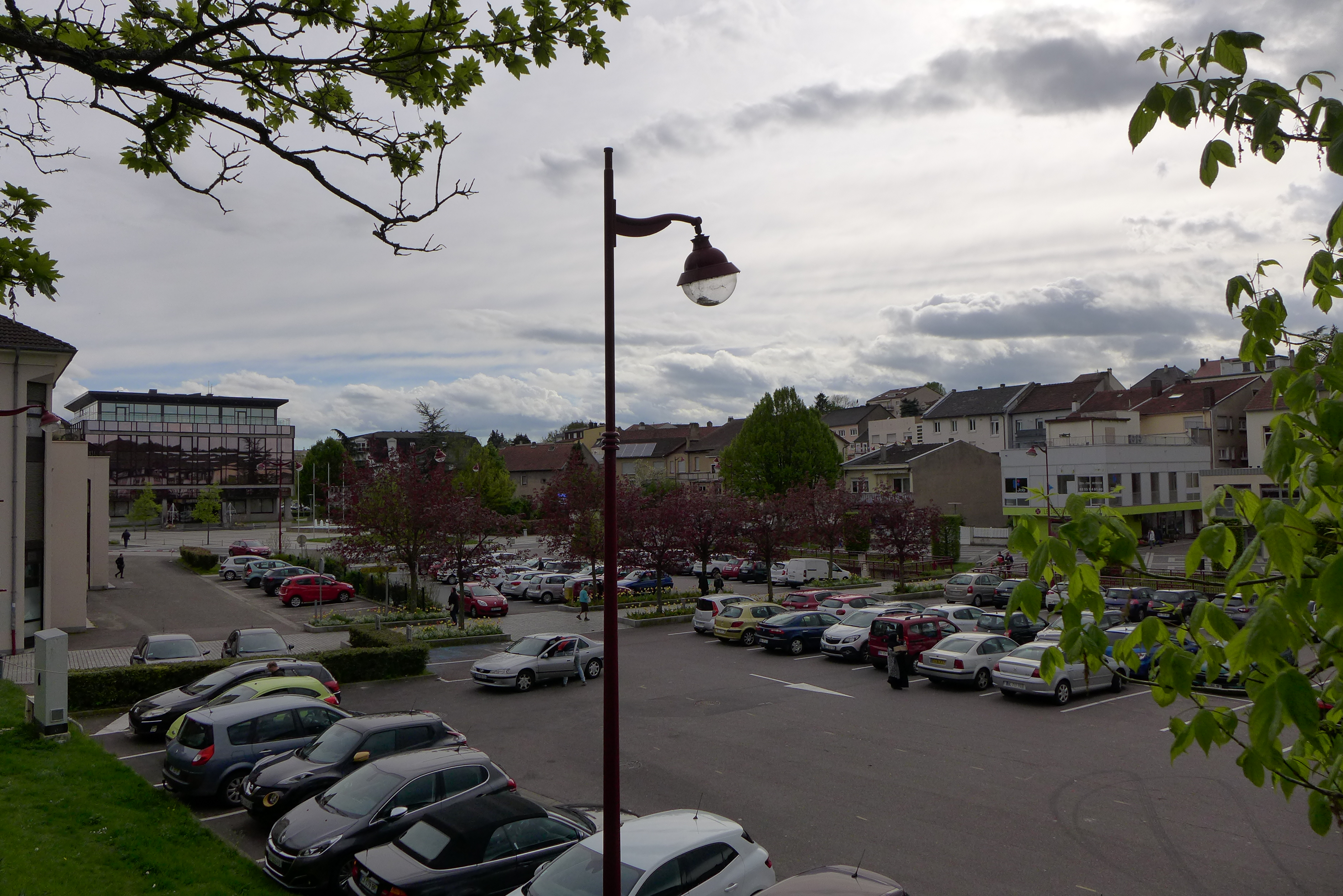
Creutzwald, Marktplatz mit Rathaus

Die Gegend gehörte früher zum Herzogtum Lothringen im Heiligen Römischen Reich. Im Jahr 1594 kaufte der Adelige Stephan von Heiningen einen Teil des Warndtwaldes, den Kreuzwald, von den Mönchen der Heilig-Kreuz-Abtei in Busendorf. Der Name des Waldes bezieht sich auf die in der Klosterkirche aufbewahrte Heilig-Kreuz-Reliquie, die für das Kloster namensgebend war. Die Benediktinerabtei war im Jahr 1033 von Adalbert II., Graf von Metz, und dessen Ehefrau Judith gegründet worden. Die Kreuzreliquie, ein Splitter vom Kreuz Christi, die Creutzwald und seiner Kirche später den Namen gab, hatte Graf Adalbert von einer Pilgerfahrt in das Heilige Land im Jahr 1033 mitgebracht.
Bereits im Jahr 1601 wurde der Kreuzwald an den hugenottischen Glasfabrikanten Louis de Condé, der aufgrund seines Glaubens aus der Champagne in das Herzogtum Lothringen ausgewandert war, weiterverkauft. Louis de Condé ließ darauf eine Glashütte anlegen und errichtete für deren Glasbläser den gleichnamigen Weiler Creutzwald. Der Weiler befand sich in der Nähe der heutigen Heilig-Kreuz-Kirche von Creutzwald. Bereits im Jahr 1607 wurde in der Nähe ein neues Dorf gegründet, das Condé nach seiner zweiten Frau Françoise de Villers, Villers-La-Croix nannte. Heute heißt der Ort Neudorf. Condé unterstellte die Neugründung im Jahr 1611 zur Unterstützung seiner Herrschaft dem Herzogtum Lothringen.
Im Dreißigjährigen Krieg (1618–1648) kam es zu schweren Zerstörungen der beiden Dörfer und die meist protestantischen Einwohner zerstreuten sich. Einige von ihnen kehrten nach dem Ende des Krieges zurück und zogen neue katholische Siedler mit. Im Jahr 1626 gründete Daniel de Condé eine neue Siedlung auf dem Territorium der Grafschaft Saarbrücken, die er nach deren Souverän, Wilhelm Ludwig von Nassau-Saarbrücken, Wilhelmsbronn nannte. Wilhelmsbronn ist heute unter dem Namen Nassau ein Stadtteil von Creutzwald. Im Jahr 1644 wurden Creutzwald und Villers-La-Croix vereinigt.
Für die jetzt hauptsächlich katholischen Einwohner stellten die Herren von Condé ein Grundstück zur Verfügung, auf dem im Jahr 1653 eine erste Kapelle errichtet wurde.
Im Jahr 1705 erteilte der lothringische Herzog Leopold die Erlaubnis zur Gründung des Glasmacher-Weilers La Houve auf dem linken Ufer des Bistbaches, um die darniederliegende Wirtschaft in dieser Region wiederzubeleben, die unter seiner Oberhoheit stand.
An der heutigen Stelle der Heilig-Kreuz-Kirche im Zentrum Creutzwalds errichtete man im Jahr 1730 eine steinerne Kirche, um die für die angewachsene Bevölkerung zu klein gewordene alte Kapelle zu ersetzen. Ihre heutige historistische Form erhielt die Kirche im Jahr 1911 auf Initiative des Creutzwalder Paters Stenger.
Mit dem Tode des letzten souveränen lothringischen Herzogs Stanislaus I. Leszczyński am 23. Februar 1766 annektierte  das Königreich Frankreich das Herzogtum Lothringen und damit auch Creutzwald und seine lothringischen Nachbarweiler.  Unter der Herrschaft von Napoleon Bonaparte wurden die drei Warndtdörfer Creutzwald, Wilhelmsbronn und La Houve am 24. März 1809 zu einer einzigen Gemeinde vereint, die fortan den Namen Creutzwald trug. Später wurde der Ort zur besseren Kenntlichmachung der Namensbedeutung für Französischsprachige erneut umbenannt und trug nun den Namen „Creutzwald-la-Croix“ (dt. „Creuzwald-das-Kreuz“). Im Jahr 1961 wurde der französische Namenszusatz gestrichen, jedoch steht er bis heute an der Fassade des Creutzwalder Bahnhofes.
Als Ergebnis des Ersten Pariser Friedens (1814) und des Zweiten Pariser Friedens (1815) blieb Creutzwald bei Frankreich.
Durch den Frankfurter Frieden vom 10. Mai 1871 kam das Gebiet an das deutsche Reichsland Elsaß-Lothringen, und Kreuzwald wurde dem Kreis Bolchen im Bezirk Lothringen zugeordnet. Die Dorfbewohner betrieben etwas Getreidebau und Viehzucht und verrichteten Arbeiten in Betrieben der Eisenindustrie.
Nach dem Ersten Weltkrieg musste die Region aufgrund der Bestimmungen des Versailler Vertrags 1919 an Frankreich abgetreten werden und wurde Teil des Département Moselle. Danach galt die französische Sprache gesetzlich als alleinige Amts- und Schulsprache, auch für die deutschsprachige Bevölkerung.
Im Zweiten Weltkrieg wurde Creutzwald im Jahr 1940 von der deutschen Wehrmacht besetzt. Nach der Kapitulation Frankreichs wurde das Département Moselle als CdZ-Gebiet Lothringen einem Chef der Zivilverwaltung (CdZ), dem NSDAP-Politiker Josef Bürckel, unterstellt. Die deutsche Sprache wurde als Amts- und Schulsprache wieder vorgeschrieben. Das Gebiet sollte später zusammen mit dem Saarland und der Pfalz den Reichsgau Westmark bilden. Als Hauptstadt war Saarbrücken geplant, wo der Chef der Zivilverwaltung bereits seinen Sitz hatte. Die förmliche Eingliederung in das Deutsche Reich erfolgte aufgrund der Kriegsereignisse jedoch nicht mehr. Im Kriegswinter 1944/1945 wurde Creutzwald von westalliierten Streitkräften eingenommen und wieder Frankreich übergeben. Die französische Sprache ist seither bis heute alleinige Amts- und Schulsprache.

### Bevölkerungsentwicklung
| Jahr      | 1962   | 1968   | 1975   | 1982   | 1990   | 1999   | 2007   | 2019   |
| Einwohner | 13.649 | 14.471 | 15.540 | 15.060 | 15.169 | 14.360 | 13.468 | 13.042 |

### Territoriale Zugehörigkeit
Das Stadtgebiet Creutzwalds gehörte im Lauf seiner Geschichte zu folgenden Territorien:
- 843: Lotharii Regnum (Vertrag von Verdun)
- 925: Heiliges Römisches Reich - Herzogtum Lothringen
- 1736–1766: Herzogtum Lothringen (Frieden von Wien (1738))
- 1766–1791: Annexion durch Königreich Frankreich
- 1791–1871: Frankreich
- 1871–1918: Deutsches Reich - Reichsland Elsaß-Lothringen
- 1918–1939: Frankreich (Friedensvertrag von Versailles)
- 1940–1945: Annexion durch NS-Deutschland
- seit 1945: Französische Republik

### Historische Ortsnamen Creutzwalds
- Creutzwald: Critzvald (1680), Craisvald (1681), Criswald (1721), Critzwaldt-la-Croix (1762), Critzwaldt (1779),[4] Creutzwald la Croix (1793), Creutzvaldt-la-Croix (1801), Creutzwald (1961); Lothringisch (fränkisch): Kritzwald et Kreizwald; Deutsch: Kreuzwald.[4]
- La Houve: La Houve (1705), Houf (1721), Houff (1728), Houw (1731), Critzwahlt-la-Houve (1762),[4] Creutzwald la Houve (1793), Creutzvaldt-la-Hauve (1801).
- Wilhelmsbronn: zuerst Neue-Glashütte, dann Wilhelmsbronn, Creutzwald-Wilhemsbronne (1793), Creutzvaldt-Wilhemsbronne (1801).

### Glasindustrie
Der industrielle Aufschwung Creutzwalds ist auf die Glasherstellung zurückzuführen, die sich aufgrund der Fülle an Holz im Warndtwald und aufgrund des Vorhandenseins von Quarzsand im Boden entfalten konnte. Eine erste Glasmanufaktur wurde zwischen 1602 und 1603 von der Adels- und Glasmacherfamilie Condé aus der Champagne errichtet. In Creutzwald waren bis Mitte des 17. Jahrhunderts mehrere Glashütten gleichzeitig in Betrieb. Die letzte Glasfabrik, La Houve, die im Jahr 1705 gegründet worden war, wurde im Jahr 1843 von der Glashütte in Meisenthal aufgekauft und umgehend geschlossen. An die Gründerindustrie Creutzwald erinnern heute noch die „Place de Condé“ (Condé-Platz), die „Place des Verriers“ (Glasbläserplatz) sowie vier historische Gläser im Rathaus.

### Bergbaugeschichte

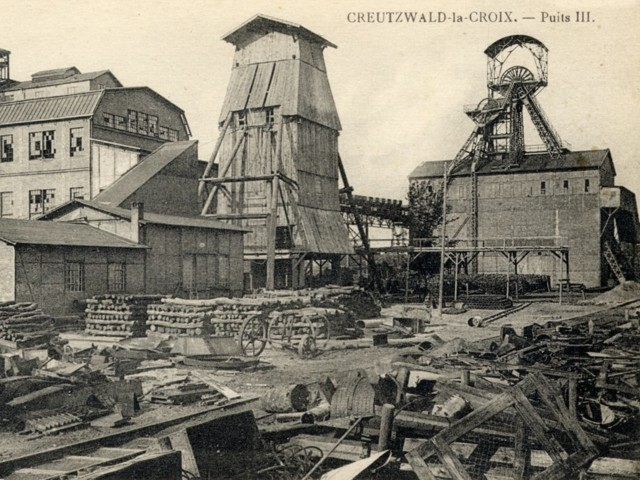
Ehemaliges Kohlebergwerk

Im Jahr 1854 wurde im Zuge des Aufschlusses des Lothringer Kohlenrevier durch eine Probebohrung unweit des Weges von Creutzwald zum Lauterbach, einem Zufluss der Rossel, in 213 m Tiefe ein abbauwürdiges Flöz gefunden. Im Jahr 1858 wurde eine erste Konzession erteilt, doch erst 1895 wurde der erste Schacht („Marie“) abgeteuft, 1898 der zweite („Julius“; benannt nach Julius Schaller). Im selben Jahr (1898) konnte die erste Kohle gefördert werden.
Das Bergwerk La Houve, das 106 Millionen Tonnen Steinkohle produzierte und eine der modernsten Gruben Europas gewesen war,  wurde am 23. April 2004 stillgelegt. Creutzwald war der letzte Ort in Frankreich, in dem ein Kohlebergwerk betrieben wurde. Von 1925 bis 1961 verband eine Straßenbahnlinie Creuzwald mit Saarlouis, mit der Bergmänner aus dem Saarland zur Mine La Houve fahren konnten. 1918 bis 1934 stand das Saarland und damit Saarlouis unter Verwaltung des Völkerbunds.

### Eisenproduktion
Die Stahlindustrie begann im Houve-Wald auf Initiative der Familie Quien, die zwei zunächst mit Holzkohle betriebene Hochöfen errichtete. Das durch die Wasserkraft der Bist betriebene Gebläse diente der Erhöhung der Temperatur in den Öfen. Die Eisenindustrie Creutzwalds entwickelte sich auf Initiative der Stahldynastie De Wendel. Die Wirren der Französischen Revolution versetzten dem Unternehmen einen empfindlichen Rückschlag. Erst im Jahr 1814 wurde die Produktion durch François Payssé wiederbelebt. In der Folgezeit ging die Fabrik in die Hände der Familie Schlincker über, die die Herstellung von Gusseisen forcierte. Die nachfolgenden Betreiber aus der Familie Quinchez, an die heute die Namen eines Parks und einer Straße in Creutzwald erinnern, führten das Werk weiter. Schließlich wurde die Gießerei im Jahr 1929 von den Brüdern Schmitt übernommen. Die Gusseisenfabrik wurde nach dem Zweiten Weltkrieg endgültig geschlossen.
Heute ist nur noch ein Fabrikgebäude aus rotem Backstein erhalten.

## Politik

### Wappen
Blasonierung und Deutung: Im heraldisch rechten oberen Feld befindet sich auf blauem Grund ein Dreiberg überragt von einem lateinischen Kreuz. Der Wappenteil erinnert an die Heilig-Kreuz-Abtei von Busendorf. Im heraldisch oberen linken Feld befindet sich auf blauem, mit goldenen Schindeln bestreutem Feld ein doppelschwänziger, rot gekrönter und rot gezungter goldener Löwe. Der Wappenteil erinnert an die Grafschaft Saarbrücken. Das untere Feld zeigt auf blauem Grund drei silberne Helme mit einem goldenen Winkelbalken. Der Wappenteil erinnert an die Gründerfamilie Creutzwalds, die Adelsdynastie Condè. Das zentrale Feld zeigt auf rotem Grund eine silberne Bergmannslampe und erinnert an die Grubentradition des Ortes.

### Städtepartnerschaft
- Dillingen/Saar, seit 1967

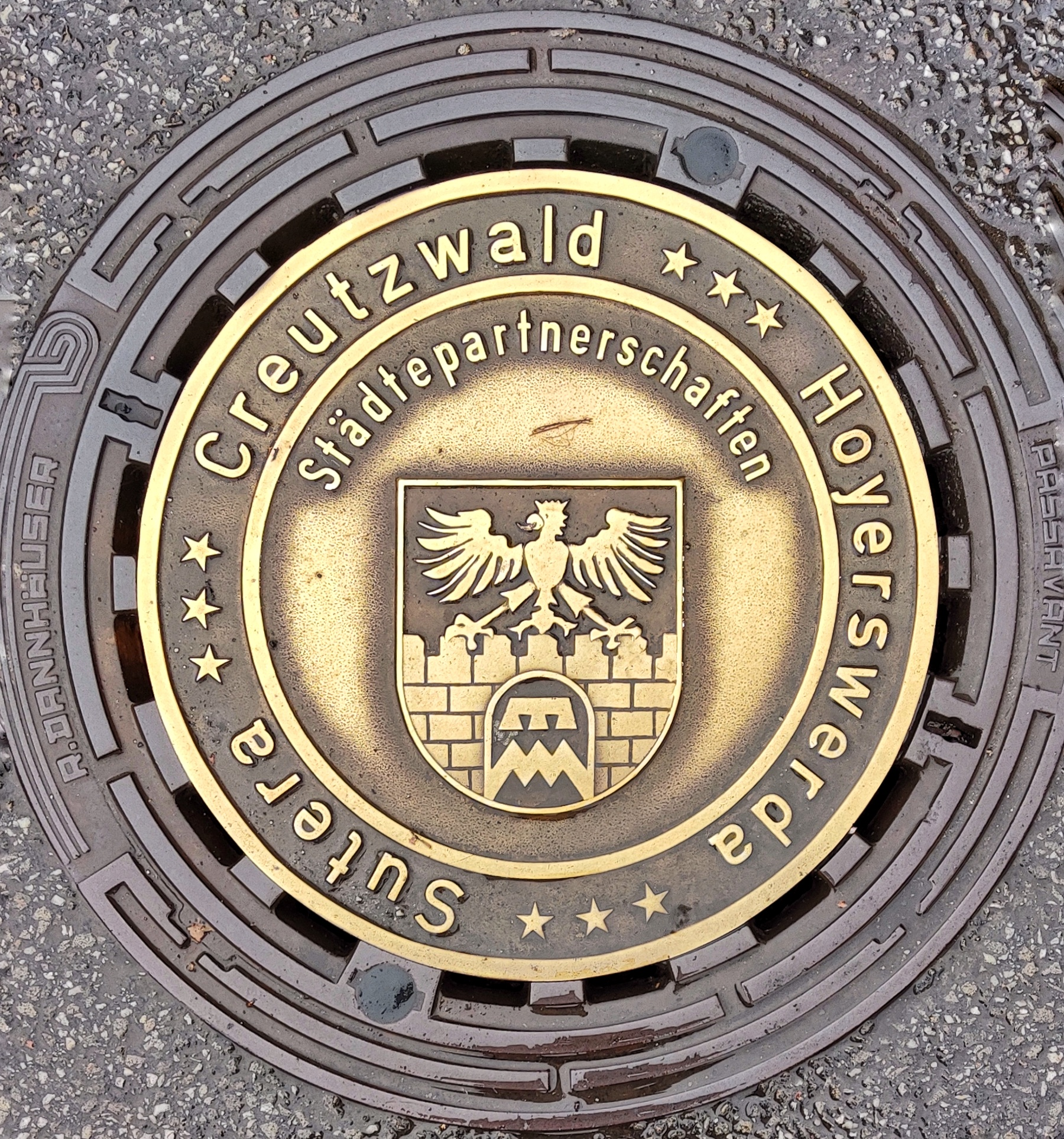
Schachtdeckel in Dillingen

Im Jahr 1966 äußerte der Bürgermeister von Creutzwald, Felix Mayer (Amtszeit 1944–1971), in einem Gespräch mit Vertretern der saarländischen Presse den Wunsch, eine Partnerschaft mit einer grenznahen deutschen Stadt eingehen zu wollen. Ein anwesender Pressevertreter kam aus Dillingen und schlug diese Stadt als geeigneten Partner vor. Als der Dillinger Bürgermeister Eduard Jakobs darauf positiv reagierte, waren die Weichen für eine Partnerschaft gestellt. Im Vertrag, der am 9. Dezember 1967 geschlossen wurde, heißt es: „Die Partnerstädte sind überzeugt, dass Zank und Hader der Vergangenheit angehören und die Zukunft von Frieden, Freiheit und Freundschaft bestimmt sind“. Ziel der Partnerschaft sollte es sein, insbesondere der Jugend Ansporn zu geben, sich für die Völkerverständigung einzusetzen und an der Schaffung eines geeinten Europas aktiv mitzuwirken.
Albert Kremer, der Rektor der Pachtener Volksschule sowie ehrenamtlicher Beigeordneter der Stadt Dillingen, trug mit seinem persönlichen Engagement maßgeblich dazu bei, dass die Bemühungen, sich von beiden Seiten anzunähern, positive Ergebnisse zeitigten. Albert Kremer wurde für seine diesbezüglichen Verdienste im Jahr 1976 zum Ehrenbürger der Stadt Dillingen ernannt. Felix Meyers Amtsnachfolger André Brohl, von 1973 bis 2007 Bürgermeister von Creutzwald, baute die Städtepartnerschaft von französischer Seite weiter aus, wofür er ebenfalls mit der Dillinger Ehrenbürgerschaft geehrt wurde. Gemeinsame Veranstaltungen der beiden Kommunen waren Sportwettkämpfe, Straßenfeste, städtische Veranstaltungen, Schüleraustausche, Seniorentreffen und gegenseitige Amtshilfe der Stadtverwaltungen und Stadträte. Der 50. Jahrestag der Unterzeichnung der Partnerschaftsurkunde der beiden Städte Dillingen und Creutzwald wurde im Rahmen einer Feierstunde im Dieffler Gemeindehaus gefeiert. Der Festakt wurde vom Dillinger Bürgermeister Franz Josef Berg und seinem Creutzwalder Amtskollegen Jean Luc Wozniak geleitet. Ehrengäste der Veranstaltung waren unter anderen der saarländische Minister für europäische Angelegenheiten Stephan Toscani, die Generalkonsulin der Republik Frankreich im Saarland, Catherine Robinet, der Bürgermeister der Dillinger Partnerstadt Thomas Delling aus Hoyerswerda sowie der Creutzwalder Altbürgermeister André Brohl.

Creutzwalder Impressionen
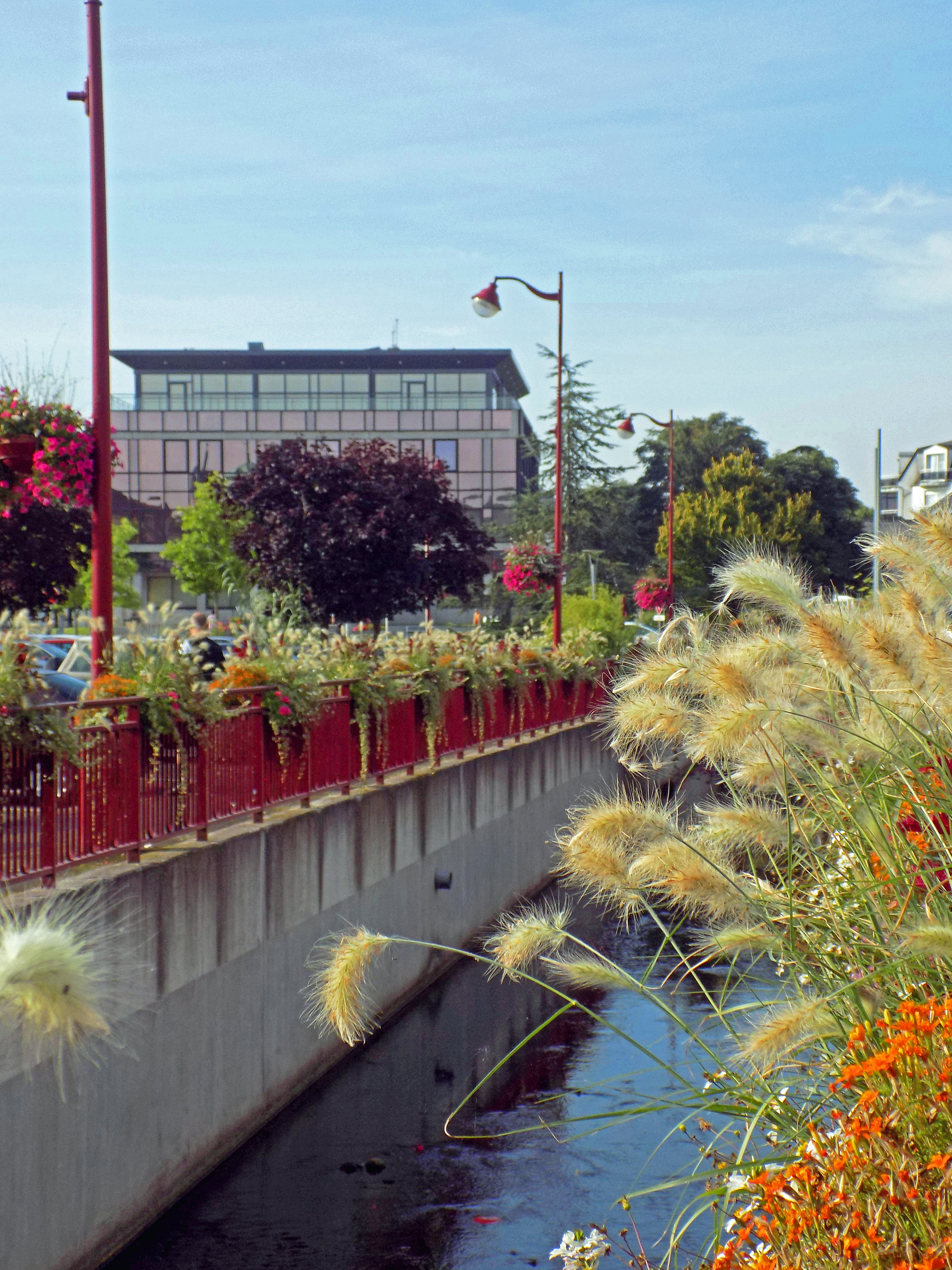
Hôtel de ville (Rathaus) an der Bist
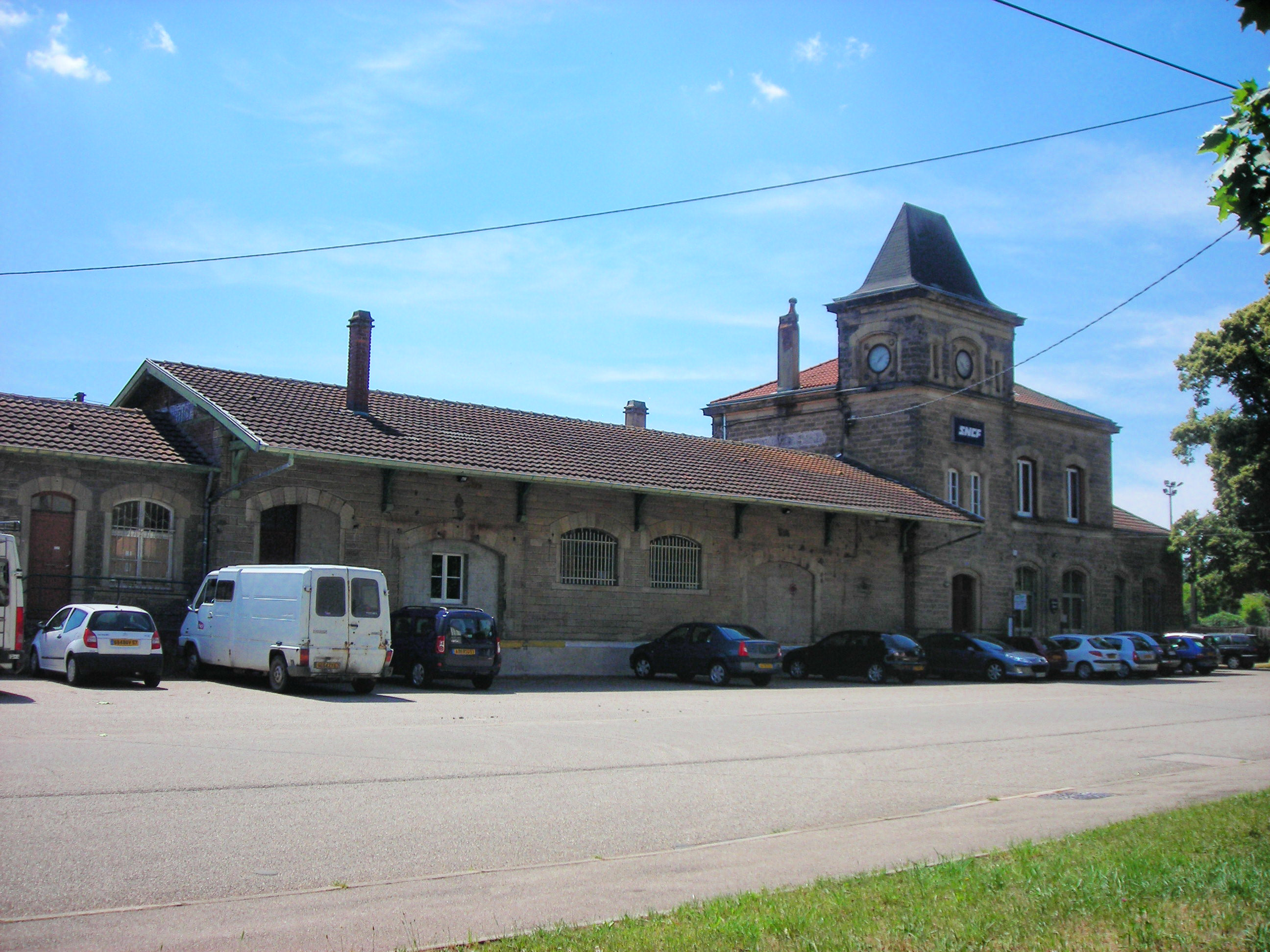
Bahnhof
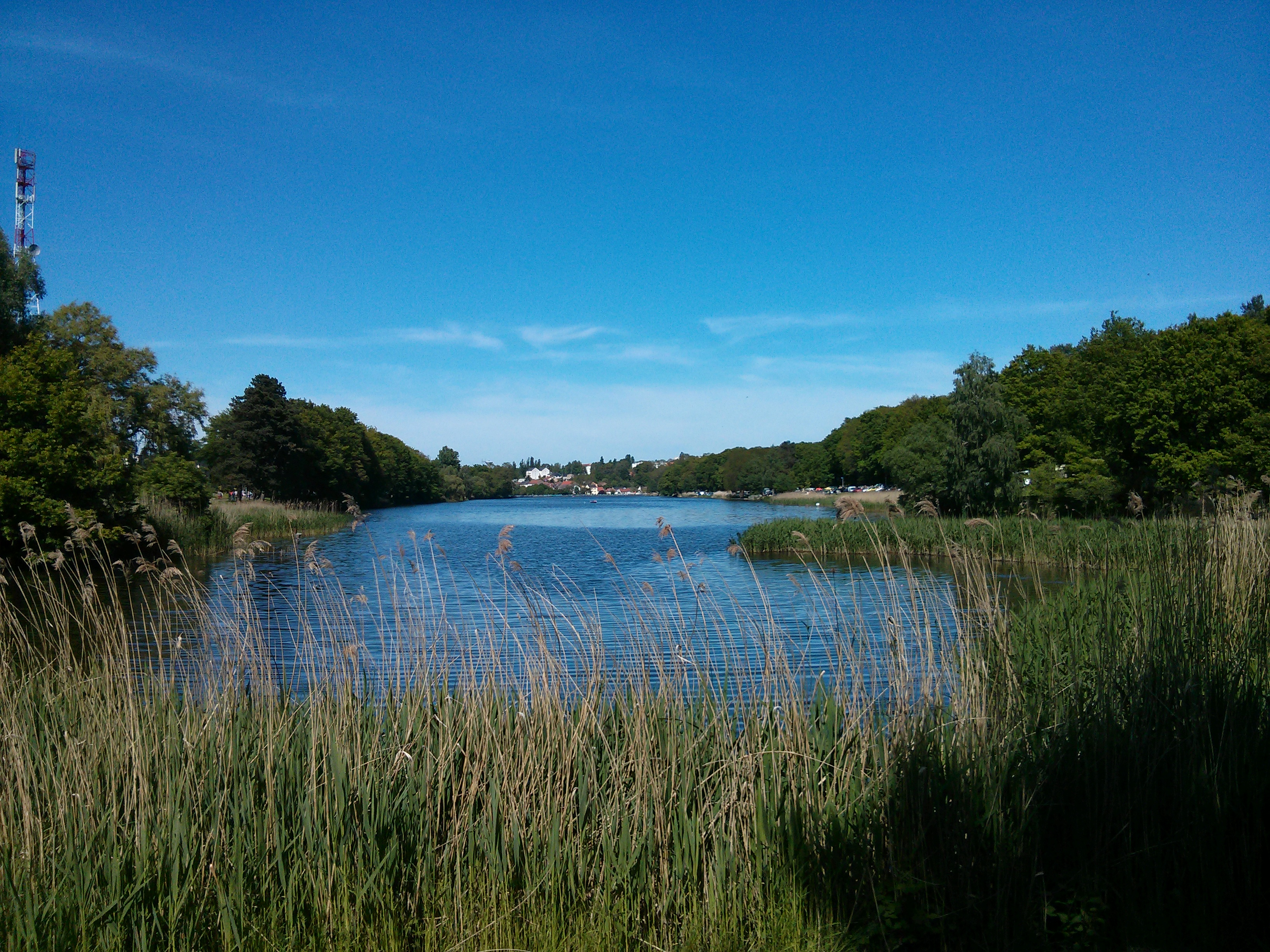
Creutzwalder See (Aufstauung der Bist)
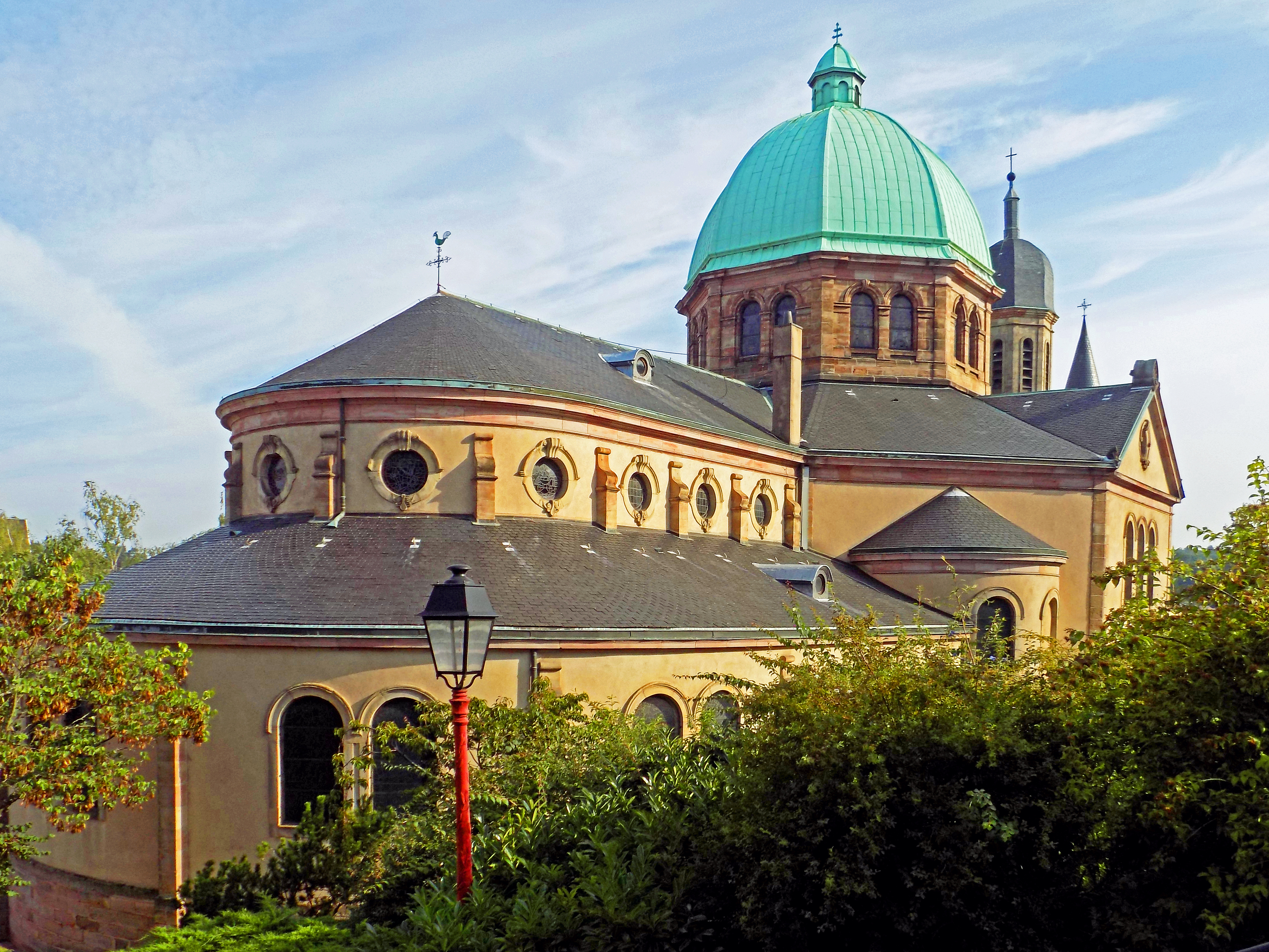
Hl. Kreuzkirche
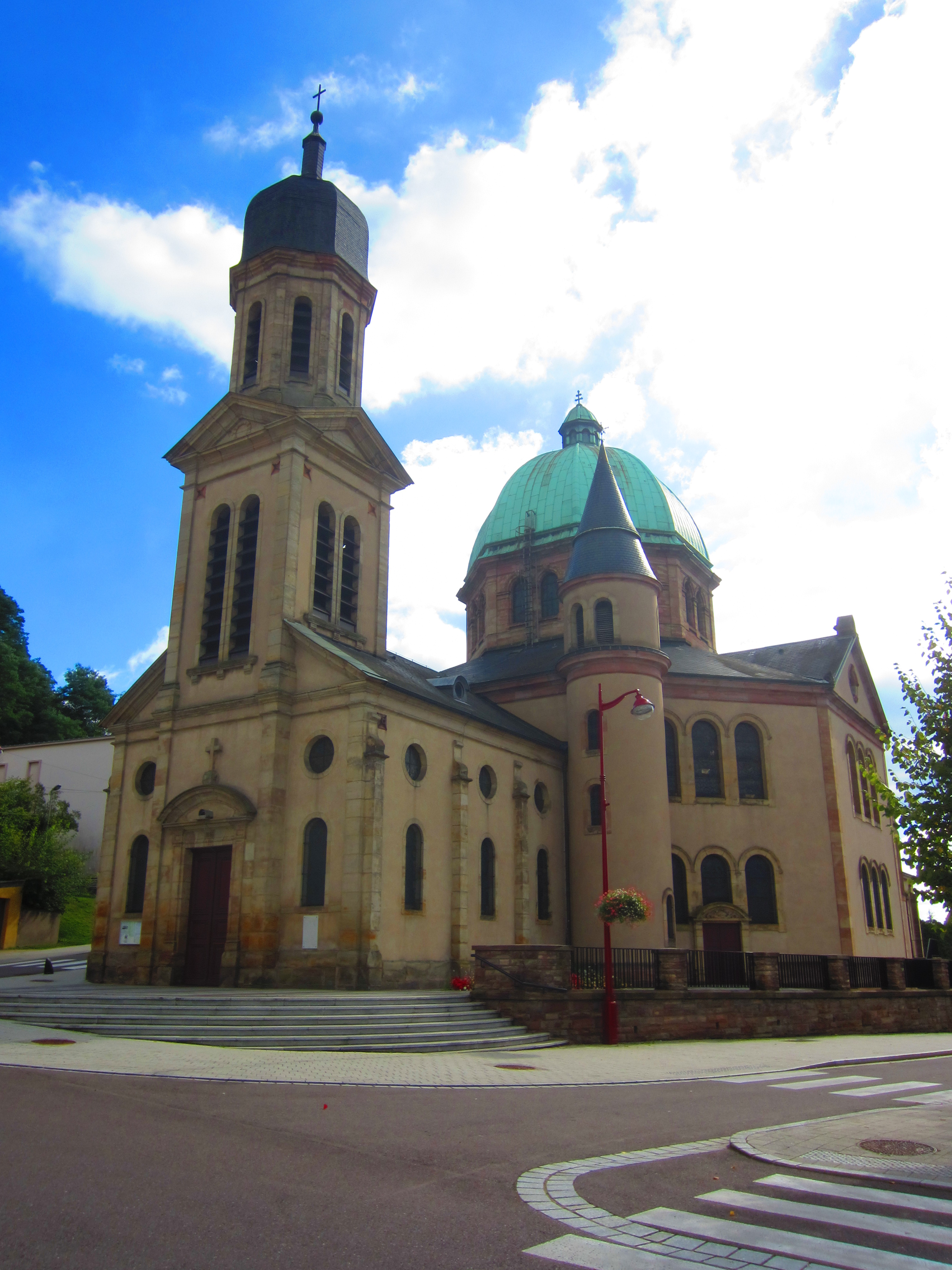
Hl. Kreuzkirche
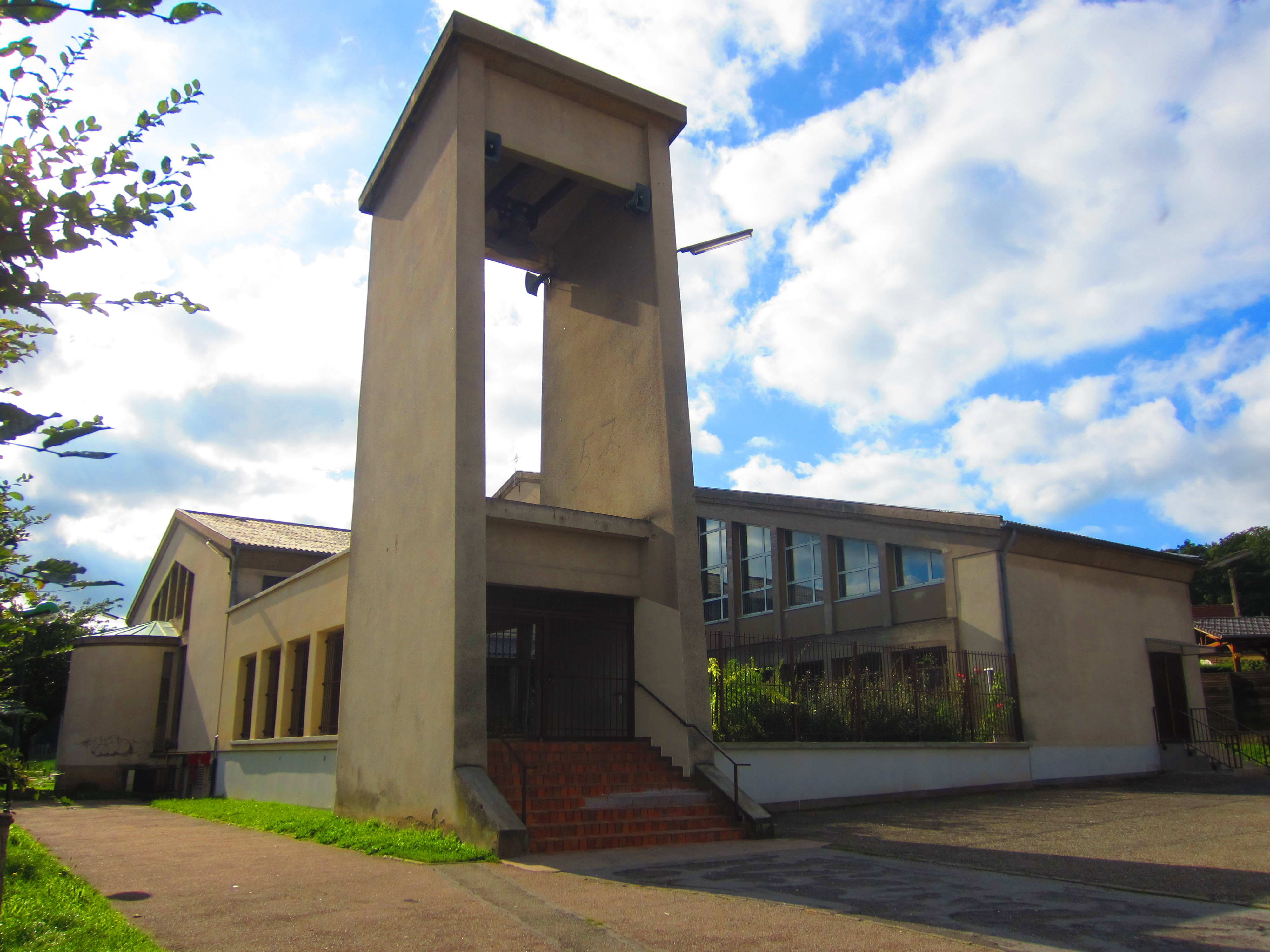
St. Theresia
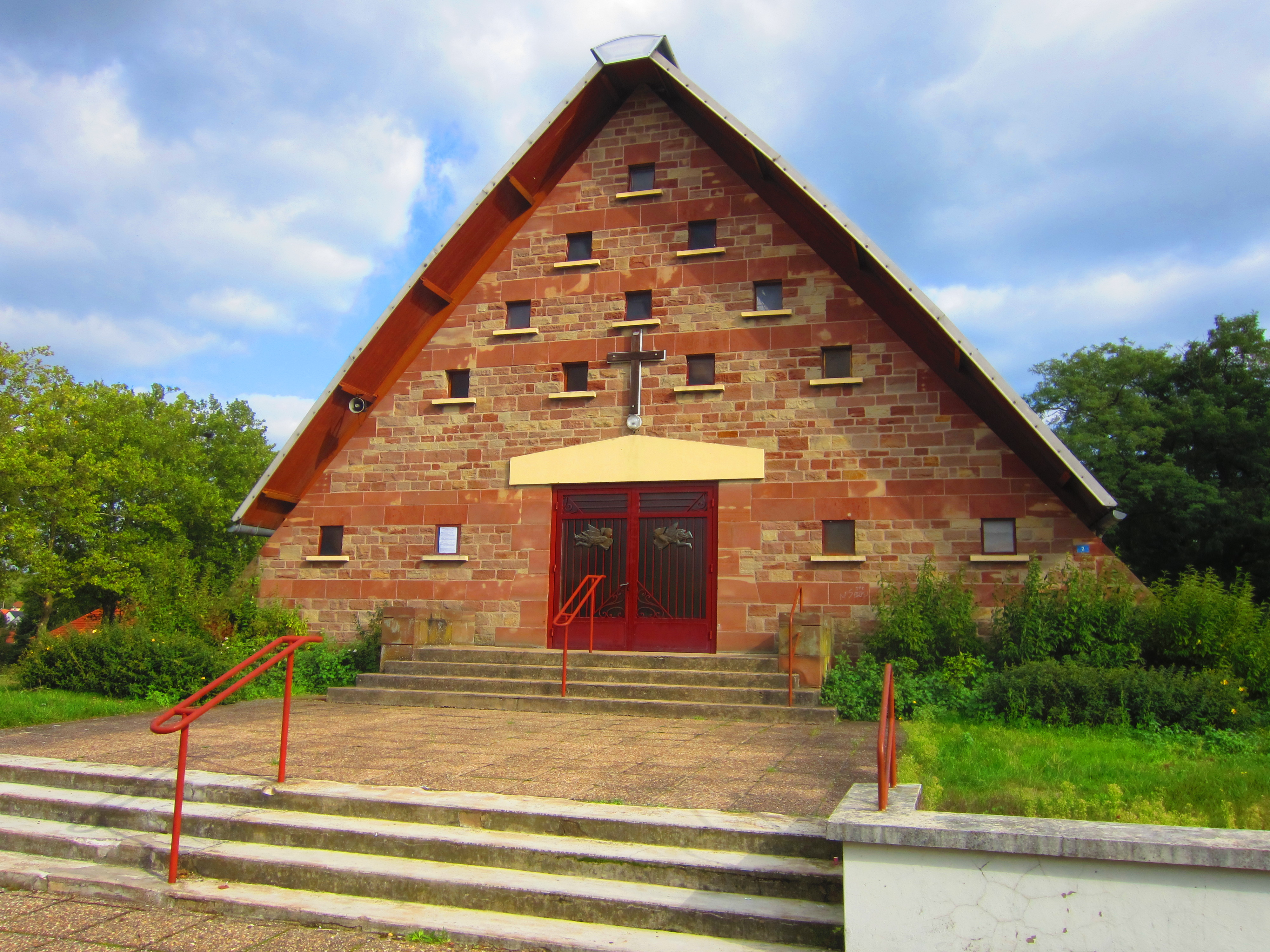
Kirche Unserer Lieben Frau von Fatima
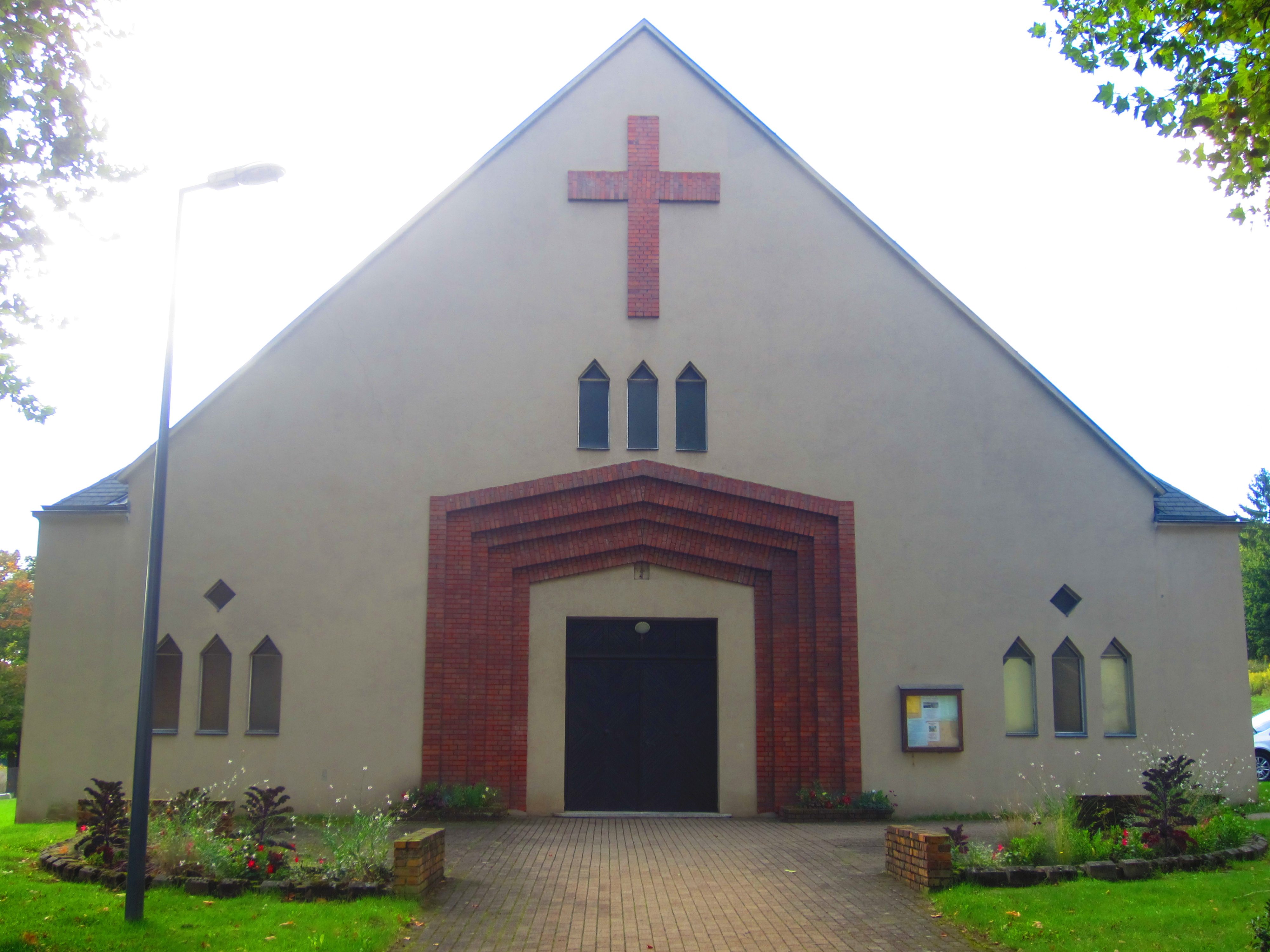
Christkönigskirche
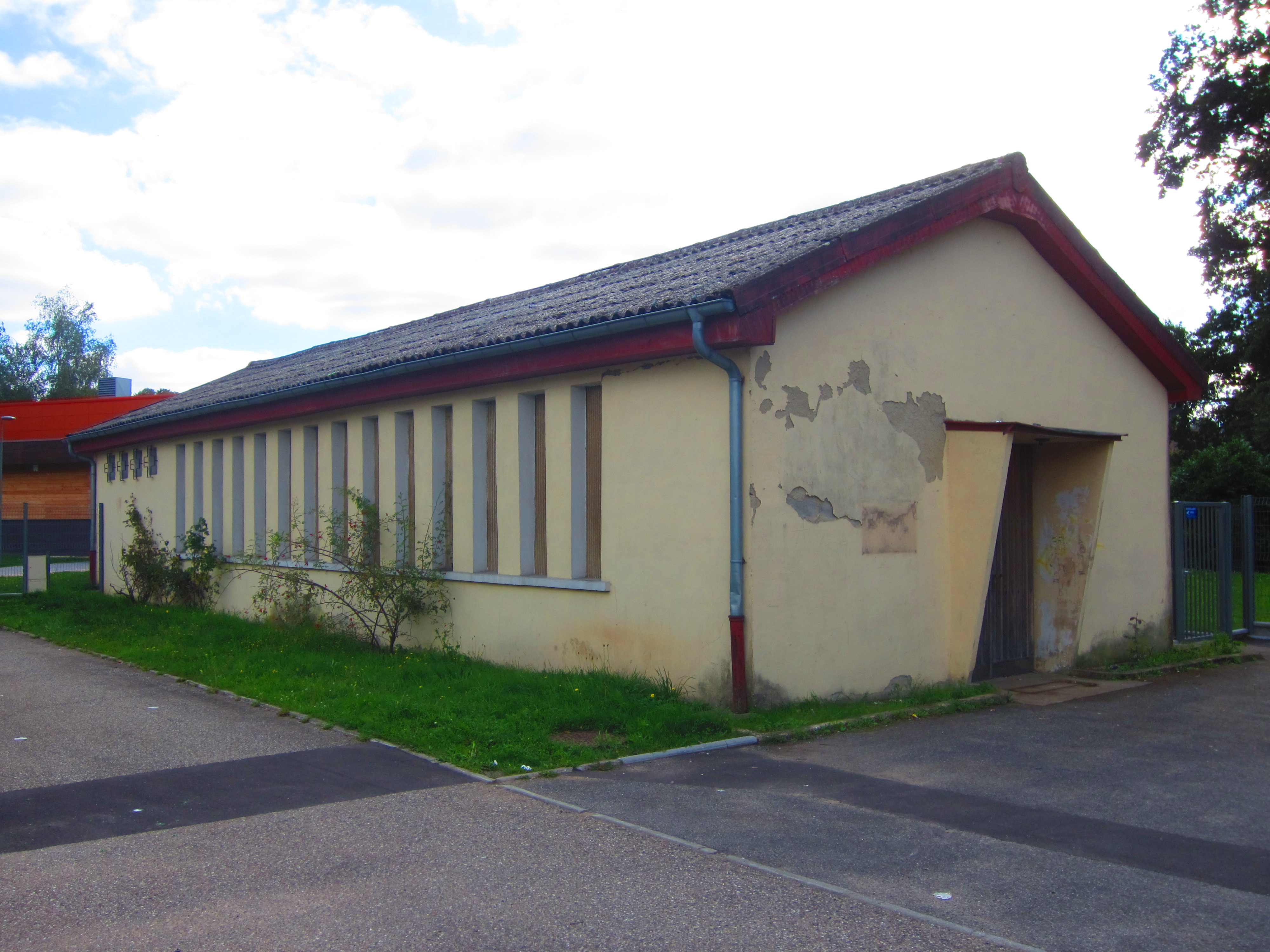
St. Barbarakapelle
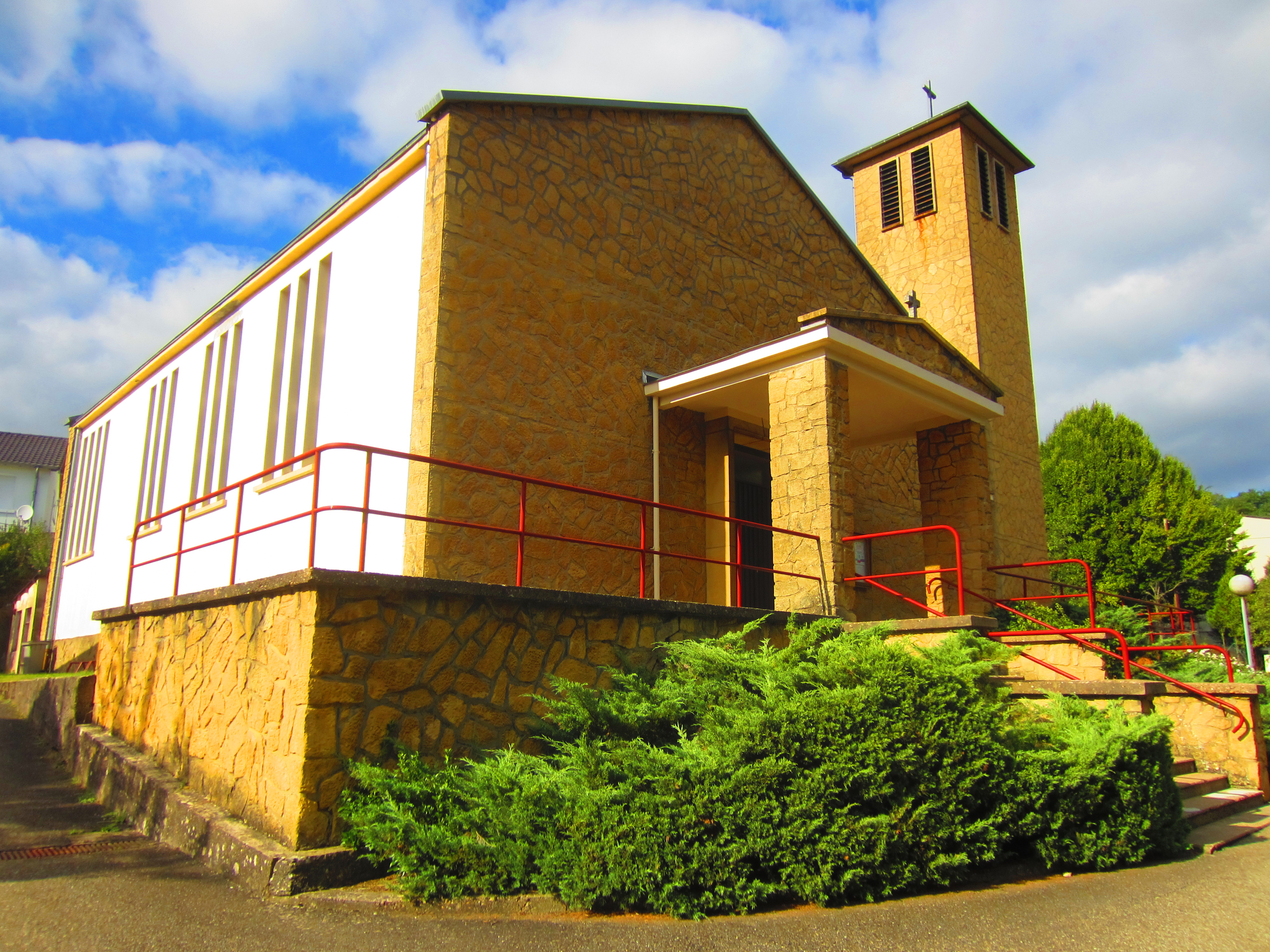
Lutherische Kirche
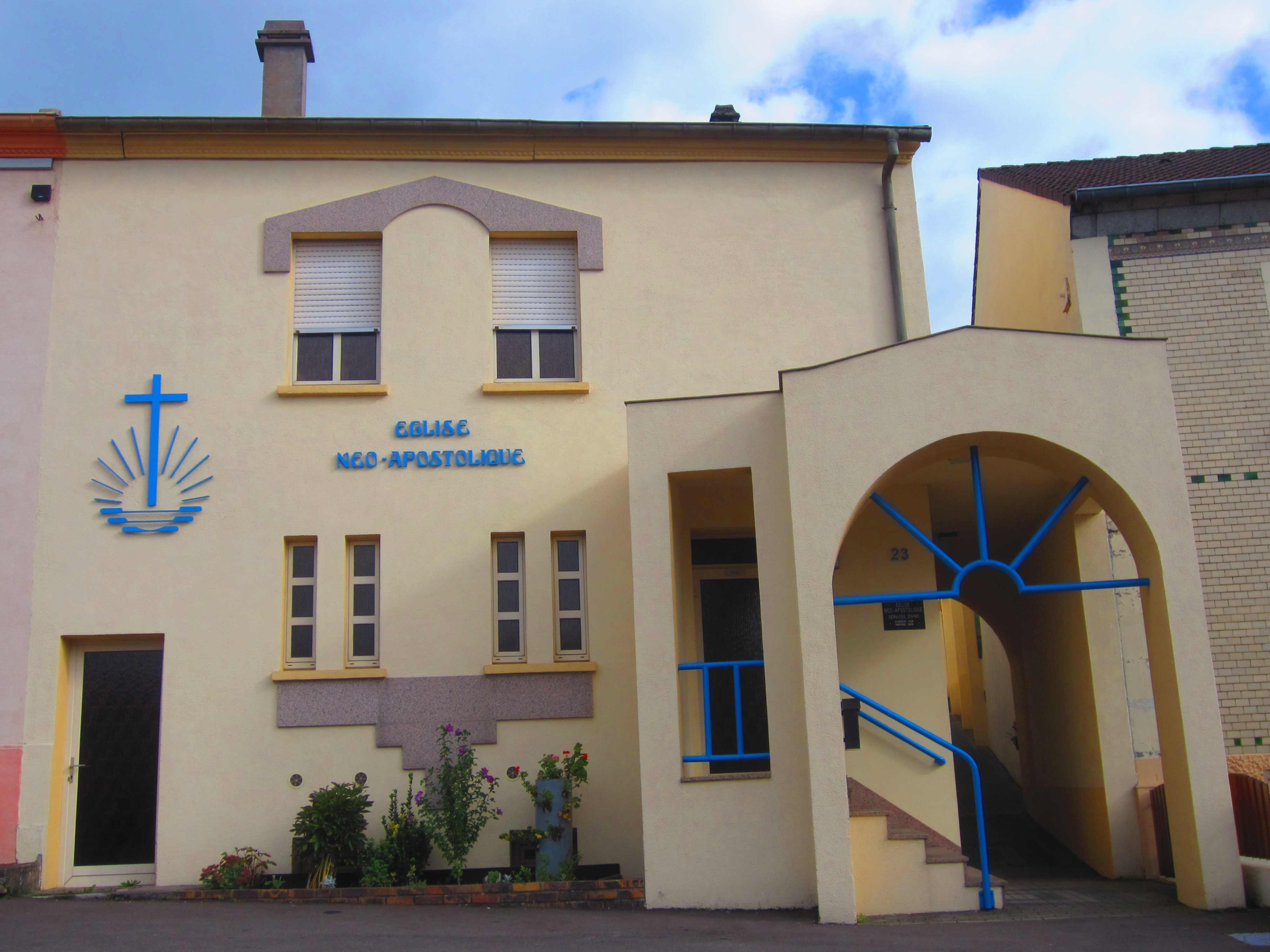
Neuapostolische Kirche

## Infrastruktur

### Eisenbahn
Creutzwald verfügt über einen Haltepunkt an der Bahnstrecke Haguenau–Falck-Hargarten.

### Autobahn
Bei Creutzwald verbindet sich das französische mit dem deutschen Autobahnnetz. Die Stadt liegt drei Minuten von der Autobahn A 4 entfernt, die Paris, Straßburg, Saarbrücken und Metz verbindet. Über die Autobahn A 31 gelangt man nach Luxemburg, Belgien und in die Niederlande sowie nach Südfrankreich, Spanien und Italien.

### Flugverkehr
Im Umkreis von Creutzwald befinden sich folgende Flughäfen:
- Flughafen Saarbrücken
- Flughafen Luxembourg-Findel
- Flughafen Metz-Nancy-Lothringen
- Saarlouis-Düren als Verkehrslandeplatz für Privatmaschinen

## Bildung
Die Stadt Creutzwald verfügt über folgende Bildungseinrichtungen:
- acht Kindergärten (Breckelberg, Jules-Ferry, Garang, Houvergarten, La Houve, Maroc, Nassau, Schuman)
- fünf Grundschulen (Centre, Jules-Ferry, Schuman, Schweitzer, Houve)
- ein Collège (Jacques-Yves-Cousteau)
- ein Gymnasium (Félix Mayer)
- zwei Institute („Les Genêts“, „ESAT Les Genêts“).

Die Stadt bietet in Kindergärten und Grundschulen einen französisch-deutschen Sprachunterricht an.

## Religion
In Creutzwald existieren folgende religiöse Gebäude:
Katholisch
- Heilig-Kreuz-Kirche (Église de l’Exaltation de la Sainte Croix); errichtet 1730; in den Jahren von 1763 bis 1771 umgebaut; 1862 um Vorhalle und Glockenturm erweitert; 1911 Umbau im Stil des Historismus mit großer Kuppel

Die im Jahre 1653 erbaute erste Kapelle wurde auf einem Grundstück errichtet, das die Herren von Condé ihren katholischen Arbeitern zur Verfügung gestellt hatten. Hier befand sich auch der erste Friedhof Creutzwalds. Die Kapelle wurde in der Folgezeit von folgenden Dörfern genutzt: Creutzwald, Wilhelmsbronn, Lauterbach und La Houve. Wilhelmsbronn und Lauterbach befanden sich auf dem Gebiet der Grafschaft Saarbrücken, während die übrigen Dörfer zum Herzogtum Lothringen gehörten. Um die Gläubigen raummäßig unterbringen zu können, wurde im April 1730 der Grundstein zu einer größeren Kirche gelegt, die am 24. Dezember desselben Jahres durch Pfarrer Maurice/Moritz Baur auf den Patroziniumstitel „Kreuzerhöhung“ (Patroziniumstag: 14. September) geweiht wurde.
Im Jahr 1743 richten die vier Gemeinden eine Bittschrift an den Bischof von Metz, Claude de Saint-Simon, in der sie die Errichtung einer Pfarrei erbaten. Daraufhin wurde Creutzwald am 13. Oktober 1747 zur Pfarrei erhoben. Diese Entscheidung schloss allerdings die Einwohner von Wilhelmsbronn und Lauterbach, die auf grafschaftlichem Gebiet Saarbrückens lagen, offiziell aus. Dennoch wurden beide Dörfer von Creutzwald aus pastoral betreut. Der erste Pfarrer der neuen Gemeinde war Frédéric/Friedrich Redinger.
Die im Jahr 1730 errichtete Kirche musste aufgrund ihres schlechten Bauzustandes im Jahr 1763 erneuert werden. Der Neubau war auf oktogonalem Grundriss mit pyramidalem Dach und Dachreiter angelegt. Aufgrund mangelhafter Fundamente war die Kirche bereits im Jahr 1768 wieder baufällig, sodass man im Jahr 1771 wieder Baumaßnahmen einleiten musste. Im Jahr 1862 wurde die Kirche um eine Vorhalle und einen Glockenturm erweitert und im Jahr 1911 zur jetzigen Form gebracht.

Creutzwald, Heilig-Kreuz-Kirche
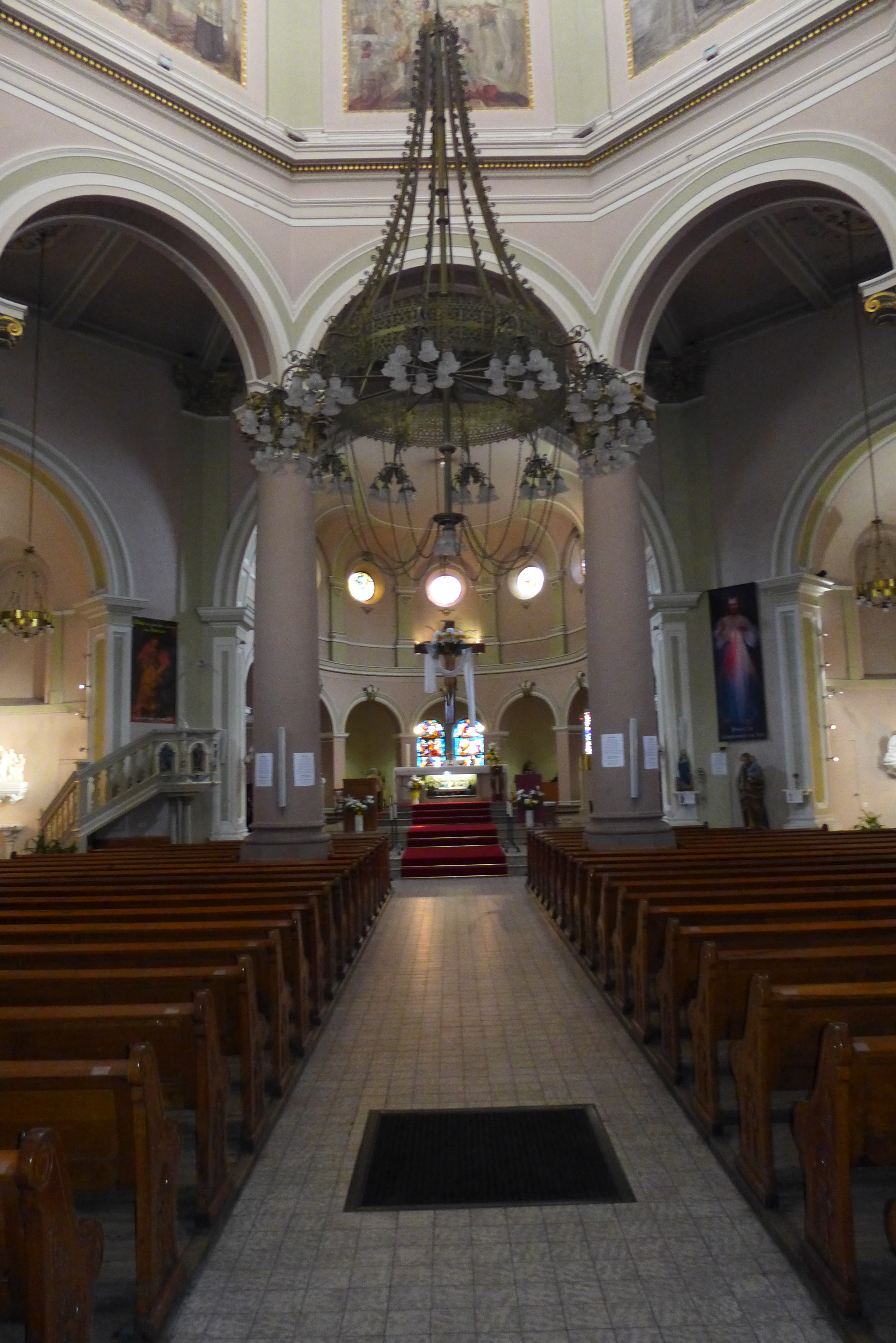
Kuppeloktogon
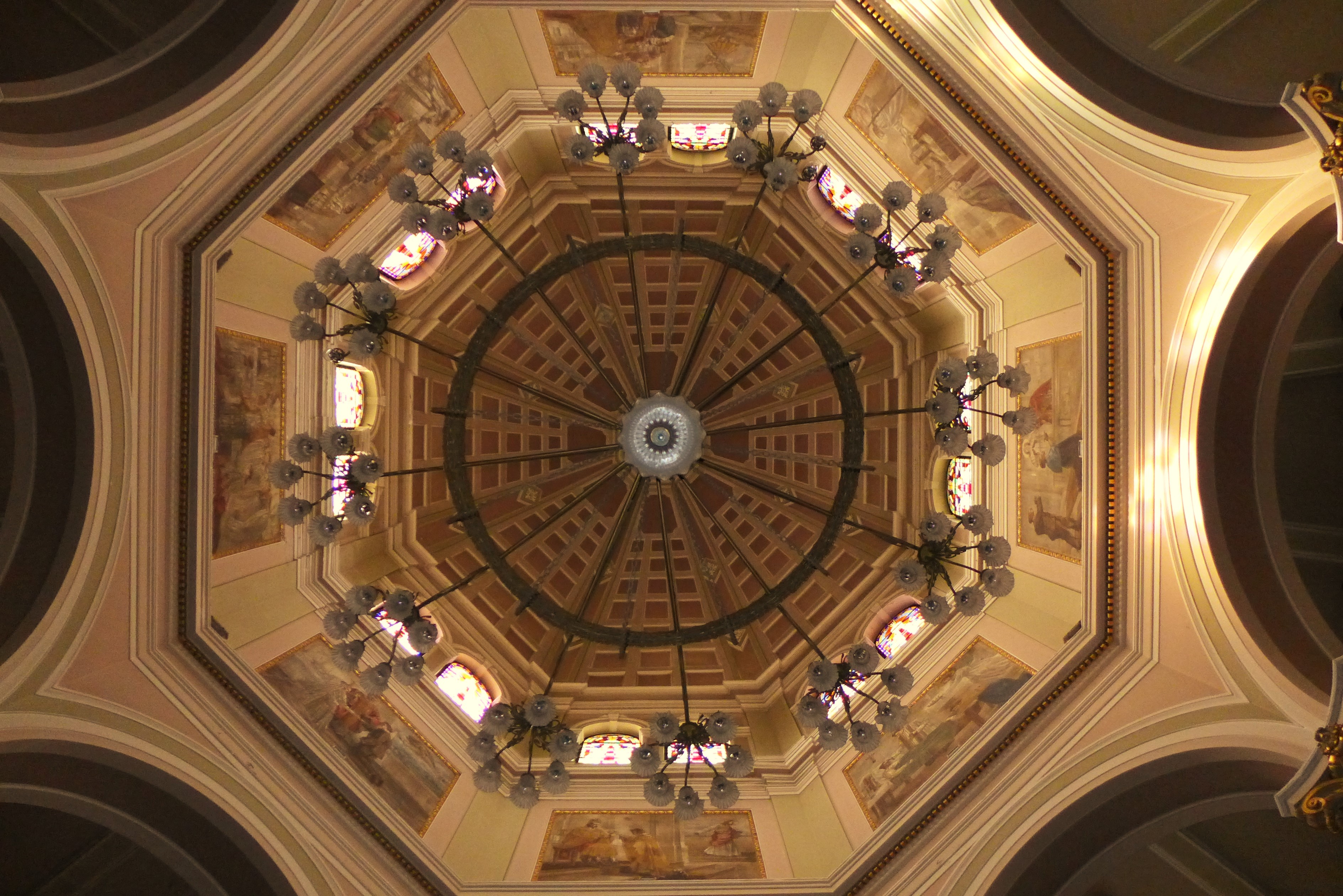
Blick in die Kuppel
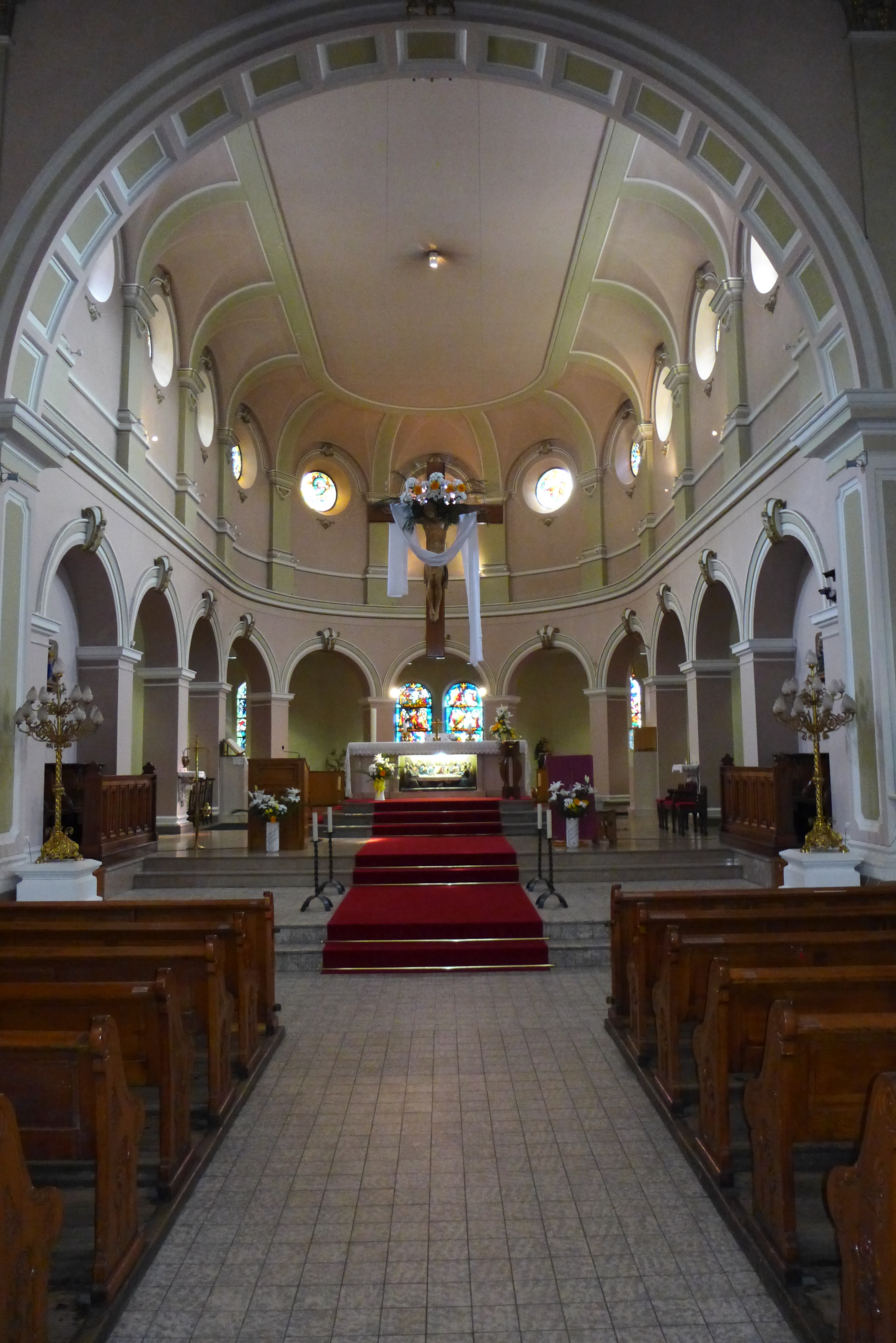
Altarraum

- St. Therese (Église Sainte-Thérèse), Kirche im Ortsteil Neuland, 20. Jahrhundert
- Unserer Lieben Frau von Fatima (Église Notre Dame de Fatima), Breckelberg, 20. Jahrhundert
- Christkönigs-Kirche (Église du Christ-Roi), 20. Jahrhundert
- St. Barbara-Kapelle (Chapelle Sainte-Barbe), 20. Jahrhundert
- Lourdes-Grotte, erbaut 1925 im Ortsteil Neuland
- Langenberg-Kapelle im Houve-Wald in Richtung Falk; am Rande der Gemeinde Creutzwald; eingeweiht 1866; Am Pfingstmontag findet jedes Jahr eine Wallfahrt zur Kapelle statt. Die Mariengrotte wurde von Bergarbeitern errichtet.

Evangelisch
- Lutherische Kirche (Église luthérienne), erbaut von 1957 bis 1963

Der „Hugenottenweg“ führt an Creutzwald und seinen Wäldern vorbei nach Ludweiler im Warndt im Saarland. Diesen Weg gingen von 1685 bis 1787 die Hugenotten von Kurzel-Kelsch, um zur calvinistisch-reformierten Kirche von Ludweiler zu gelangen. Ludweiler war im Jahr 1604 von lothringischen Calvinisten gegründet worden. Hier fanden jeweils zur Herbstkirmes die in ihrer Heimat verbotenen Taufen und Trauungen statt. Die Ausübung der reformierten Religion war den französischen Protestanten nach dem Widerruf des Ediktes von Nantes in Frankreich verboten worden. Am 18. Oktober 1685 hatte König Ludwig XIV. das Edikt im Edikt von Fontainebleau aufgehoben. Damit waren die französischen Protestanten aller religiösen und bürgerlichen Rechte beraubt. Innerhalb weniger Monate flohen deshalb Hunderttausende aus Frankreich. Der lothringische Hugenottenweg wurde am 19. Juni 1994 von Lothringern und Saarländern eingeweiht. Er erstreckt sich über eine Distanz von 48 km. Die Wegmarkierung ist ein blaues Hugenottenkreuz auf weißem Hintergrund. An wichtigen Stationen sind Informationstafeln aufgestellt. Ein „Hugenottenmarsch“ findet traditionell im September zwischen Creutzwald und Ludweiler statt.
Neuapostolisch
- Neuapostolische Kirche (Église néo-apostolique), 20. Jahrhundert

Islamisch
- Al-Fath-Moschee, 20. Jahrhundert
- Moschee im Ortsteil Maroc

## Freizeit
In der Stadt Creutzwald existieren folgende Freizeit- und Sportanlagen:
- Sporthallen: Breckelberg, Cosec Garang, Jules Ferry, Schweitzer, Siège 1, Centre, Houve
- Segelclub
- Bouleplatz
- Tennisclub
- Fußballstadion
- Bogenschießen-Anlage
- Sportschützenanlagen
- Minigolf-Anlage
- Judo-Club
- Schwimmbad: Hallenbad mit sechs Bahnen von 25 m Länge, Möglichkeit der Verlängerung von zwei Bahnen auf 50 m Länge, Spaßbecken, Planschbecken für Kinder, 50-m-Rutsche, Sprudelbecken, Gegenstrombadebahn, Tauchturm von 15 m Tiefe, Außenbecken, Planschbecken, Liegewiese
- Bist-Stausee (12 ha)
- Mediathek
- Kulturhalle (1450 Sitzplätze oder 3000 Stehplätze)
- Städtische Musik- und Tanzschule

## Persönlichkeiten
- Jacques Pierrard de Coraille (* um 1670 in Metz; † 1723 oder 1725 in Wilhelmsbrunn), Bildhauer
- Marie-Jo Zimmermann (* 1951 in Creutzwald), Politikerin, Mitglied der Nationalversammlung
- Jean-Luc Vilmouth (* 1952 in Creutzwald; † 2015 in Taipeh), Installations-, Performance- und Videokünstler
- Samson Schmitt (* 1979 in Creutzwald), Gypsy-Jazz-Gitarrist
- Thierry Steimetz (* 1983 in Creutzwald), Fußballspieler
- Samir Hadji (* 1989 in Creutzwald), französisch-marokkanischer Fußballspieler
- Julie Nivoix (* 1989 in Creutzwald), Triathletin